# Mesologie
Mesologie (meso- altgriechisch μέσος ‚in der Mitte‘ ‚mitte‘ ‚Milieu‘ und -logie altgriechisch λόγος lógos ‚Lehre‘; „Milieulehre“ oder „Umweltwissenschaft“) ist ein früher verwendeter Begriff für das Fach Ökologie.

## Historisches
Der Begriff Mesologie wurde erstmals 1860 von Louis-Adolphe Bertillon eingeführt und sollte die Lehre vom Umweltverhältnis von den Organismen bezeichnen, abgeleitet aus dem französischen „science des milieux“ (Umweltwissenschaft). Später erweiterte er den Begriff auch Richtung Soziologie und Milieueinfluss.
Heutzutage wird der Begriff hauptsächlich im französischen und portugiesischen Sprachraum verwendet. Im deutschsprachigen Raum hat sich der Begriff Ökologie (geprägt 1866 von Ernst Haeckel) durchgesetzt.